# National Climatic Data Center
National Climatic Data Center (NCDC) – amerykańskie archiwum danych meteorologicznych w Asheville w Karolinie Północnej.
Centrum posiada ponad 150 lat danych. NCDC archiwizuje około 99 procent danych National Oceanic and Atmospheric Administration.